# إذا ألقى الزمان عليك شرا
اشتهرت قصيدة إذا ألقى الزمان عليك شرا في الأدب العربي، وتناولت أبيات القصيدة الصبر على أهوال الدنيا واللجوء إلى الصبر والشكوى إلى الله.

## انتساب القصيدة إلى غير قائلها
تداولت القصيدة باسم الشاعر العربي إيليا ابو ماضي وانتشرت على مواقع الإنترنت وتغنى بها العديد من المنشدين على شكل موشحات دينية، وظهر في تلك الأثناء شاعر القصيدة الأصلي الشاعر اليمني عبد الغفور عبد الله والذي كان يعمل في أحد المحال التجارية في السعودية، وأكد أن القصيدة له ووثقها في ديوانه "أنا والظل" وطالب بحقوقه الأدبية.

## غناء القصيدة
لم يُغنِّ الفنان كاظم الساهر القصيدة بعد أن توقع الجميع منه ذلك حينما ألقائها بصوته، وقامت بغنائها الفنانة يسرى محنوش في شهر مارس عام 2024، وقام الفنان محمد عمر بتلحين وغناء القصيدة في 2023 وقدمها في نهاية عام 2024.